# Apkallu

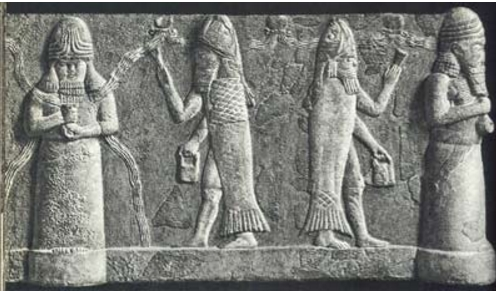
Oannes, jeden z Apkallu. Przedstawiony jako pół-człowiek, pół-ryba.

Apkallu (akad.) lub Abgal (sum.) – określenie odnajdowane w zapisach, zawierających się na tabliczkach klinowych, oznaczające „mądry” lub „mędrzec”.
Zazwyczaj przez pojęcie Apkallu rozumie się siedmiu półbogów, czasami opisywanych jako częściowo ludzie a częściowo ryby, kojarzonych z ludzką mądrością; te nadprzyrodzone istoty są często określane w literaturze jako Siedmiu Mędrców. Mieli oni zostać zesłani na Ziemię w czasach przedpotopowych przez boga Enkiego (Ea), aby krzewić kulturę i ucywilizować ludzkość.
Mędrcy ci są przypisywani do poszczególnych przedpotopowych królów Sumeru. Ich imiona i nazwy siedmiu miast, z których mieli pochodzić są zawarte zarówno w neo-babilońskich, jak i w neo-asyryjskich inskrypcjach obrzędowych, jednakże istnieją różne tradycje, które nie są do końca spójne.
Apkallu występowali również po potopie, wraz z przypisaniem do panujących wtedy królów, jednakże Apkallu po potopie opisywani są już jako „ludzkiego pochodzenia” lub po prostu jako ludzie, a nie istoty nadprzyrodzone. W niektórych tekstach mędrcy występujący po potopie określani są nie jako Apkallu, a jako Ummanu.
Określenie Apkallu służy również jako przymiotnik dla królów i bogów, będąc oznaką mądrości i wiedzy.
Apkallu mieli wybudować mury Uruku.

## Apkallu w literaturze
Odnaleziona przez niemieckich naukowców na przełomie lat 1959/1960 Urucka lista królów i mędrców w świątyni Anu w Bit Resz wymienia siedmiu królów i związanych z nimi mędrców. W następnej kolejności opisany jest potop, a następnie osiem kolejnych par królów i mędrców.
Orientacyjne tłumaczenie listy brzmi następująco:

Za panowania króla Ajjalu, Adapa był mędrcem.

Za panowania króla Alalgara, Uanduga był mędrcem.

Za panowania króla Ameluany, Enmeduga był mędrcem.

Za panowania króla Amegalany, Enmegalama był mędrcem.

Za panowania króla Enmeusumgalany, Enmebuluga był mędrcem.

Za panowania króla-pasterza Dumuziego, Anenlilda był mędrcem.

Za panowania króla Enmedurankiego, Utuabzu był mędrcem.

Po potopie, za panowania króla Enmerkara, Nungalpirigal był mędrcem i został on zesłany przez Isztar z nieba na ziemię do E-any. Wytworzył on brązową lirę [..] zgodnie z techniką Ningal. [..] Lira została umieszczona przed Anu [..], mieszkanie (jego) osobistego boga.

Za panowania króla Gilgamesza, Sin-leqi-unnini był uczonym.

Za panowania króla Ibbi-Suena, Kabti-ili-Marduk był uczonym.

Za panowania króla Iszbi-Erry, zwanego również Sidu, Enlil-ibni, był uczonym.

Za panowania króla Abi-eszuha, Gimil-Gula and Taqis-Gula byli uczonymi.

Za panowania króla [...], Esagil-kin-apli był uczonym.

Za panowania króla Adad-apla-iddiny, Esagil-kin-ubba był uczonym.

Za panowania króla Nebuchodonozora, Esagil-kin-ubba był uczonym.

Za panowania króla Asarhaddona, Aba-Enlil-dari był uczonym, którego Aramejczycy zową Achikarem.

Jak zauważa Lenzi, który jest autorem opracowania, lista jest sporządzona w taki sposób, aby przedstawiać panujące po sobie postaci w sposób chronologiczny. Prawdopodobnie miało to na celu udowodnić zasadność sukcesji królów, jak i wywodzi uczonych od ich przedpotopowych odpowiedników.